# Chemin de fer de Nacala
Le chemin de fer de Nacala, également connu sous le nom de chemin de fer du Corridor de Nacala, est une ligne ferroviaire qui dessert le nord du Mozambique, et traverse le sud du Malawi, sur 912 km. 
La construction de la ligne a débuté en 1915, alors que le Mozambique était une colonie portugaise et elle a été mise en service, puis progressivement étendue, à partir de 1924. En 1970, la ligne atteint Nkaya au Malawi, pays enclavé qui fait dès lors passer une grande partie de son commerce extérieur par cette voie. La guerre civile qui fait rage au Mozambique aboutit néanmoins à la fermeture du chemin de fer en 1984. De vastes travaux de réfection et d'extension de la ligne sont initiés en 2005, en lien avec la mise en exploitation de la mine de charbon de Moatize. En 2017, les travaux sont achevés et la ligne redevient un axe majeur du réseau de transport du Mozambique et du Malawi

## Tracé
À partir du port de Nacala, sur l'océan Indien, la ligne s'enfonce dans l'est du Mozambique, passant par Cuamba, la capitale de la province de Nampula. Puis elle passe à Cuamba où une ligne secondaire mène à Lichinga. Elle traverse ensuite le Malawi. À Nkaya, une bifurcation permet une correspondance avec le chemin de fer de Sena qui relie la Zambie au port de Beira via le Malawi. Puis le chemin de fer de Nacala repasse la frontière côté Mozambique et rejoint la mine de Moatize.

### Principales gares
Les principales gares du chemin de fer de Nacala sont :
- Nacala
- Monapo (gare de jonction)
- Nampula
- Cuamba (gare de jonction)
- Entre-Lagos
- Nayuchi
- Liwonde
- Nkaya (gare de jonction)
- Mwanza
- Cana-Cana
- Moatize (gare de jonction)

### Embranchements
Le chemin de fer de Nacala comprend trois embranchements principaux :
- Embranchement de Nacala-a-Velha : relie le village d'Andre Mossuril aux infrastructures portuaires de Nacala-a-Velha[3].
- Branche de Lumbo : connecte la ville de Monapo au port de Lumbo[3].
- Embranchement Cuamba–Lichinga : relie la ville de Cuamba à celle de Lichinga[4].

## Histoire
La construction du chemin de fer de Nacala débute en 1915, dans le cadre d'un projet visant à relier le port de Lumbo à l'arrière-pays mozambicain et au protectorat du Nyassaland. Les 90 premiers kilomètres jusqu'à Monapo ont été mis en service en 1924, mais le projet a périclité, faute de ressources.
Lorsque la construction reprend à la fin des années 1920, il apparait que le port de Lumbo comporte des fragilités structurelles et il est en conséquence décidé de faire de Nacala le débouché portuaire de la ligne. Le tracé est donc modifié et une liaison entre Monapo et Nacala est ouverte
En 1932, la voie ferrée atteint 350 km, reliant Nacala à Mutivasse et, en 1950, elle s'étend jusqu'à Cuamba, à 538 km à l'ouest de Nacala. À partir de Cuamba, un embranchement de 262 km est construit jusqu'à Lichinga.
Le 17 mai 1968, le gouvernement du Malawi signe un accord avec le Portugal pour l'ouverture une extension de la ligne, de Cuamba, au Mozambique, jusqu'à la ville malawite de Nkaya. La gare de Nkaya permet une interconnexion avec le chemin de fer de Sena. L'extension Nkaya-Cuamba est inaugurée par le président malawien Hastings Kamuzu Banda le 4 juillet 1970, au cours d'une cérémonie conjointe avec les autorités portugaises, à Cuamba. Le trafic sur la ligne débute le 3 août 1970. Le chemin de fer de Nacala offrant pour le Malawi une route la plus longue mais plus directe vers l'océan, le chemin de fer de Sena vers le port de Beira a dès lors subi une forte concurrence et les flux commerciaux se sont concentrés vers Nacala.
À partir de 1984, à la suite d'attaques de la RENAMO, durant la Guerre civile mozambicaine, le chemin de fer de Nacala doit cesser ses opérations
Le gouvernement mozambicain a initié la réfection de la ligne en novembre 2005, dans le cadre du grand projet « Nacala Logistics Corridor » qui visait aussi à l'agrandissement du port de Nacala. En 2010, la société minière brésilienne Vale a suscité la création de la co-entreprise publique-privée« Integrated Northern Logistical Corridor Society », pour l'administration du chemin de fer, avec pour objectif la construction d'une extension du chemin de fer de Nacala jusqu'à la ceinture houillère du Benga-Moatize, où la société minière possède des concessions d'exploration minière. L'extension s'est effectuée à partir de la station d'interconnexion de Nkaya et s'est poursuivie jusqu'à Moatize. Elle a été achevée en 2017 cent trente-trois km de ligne nouvelle sont construits de Nkaya à la frontière, 65 de la frontière à la mine, et 28 vers le nouveau terminal portuaire de Nacala-a-Velha où est aussi construit d'un parc de stockage de charbon à Nacala-a-Velha.

## Accidents
- Le 4 mars 1991 un train déraille à Nacala, causant la mort de 96 personnes[17].
- Le 13 septembre 1993 un train déraille, causant la mort de 77 personnes[17].